# Wiedehopf
Der Wiedehopf (Upupa epops) ist eine von drei Arten aus der Vogelfamilie der Wiedehopfe (Upupidae). Die Wiedehopfe werden gemeinsam mit der etwas artenreicheren Familie der Baumhopfe (Phoeniculidae) in die Ordnung der Bucerotiformes gestellt. Die Zuordnung zu den Rackenvögeln (Coraciiformes) ist nicht mehr üblich.
Die Anzahl der Unterarten schwankt je nach wissenschaftlicher Auffassung zwischen fünf und zehn. Bis auf die in Ägypten vorkommende Subspezies U. e. major werden zurzeit die früher als Unterarten von U. epops aufgefassten afrikanischen Wiedehopfe als selbstständige Arten betrachtet.
In Mitteleuropa kommt die Nominatform U. e. epops vor. Sie ist ein in ihrem Bestand stark zurückgehender, seltener, in weiten Teilen ihres früheren Verbreitungsgebietes verschwundener Brutvogel.
Der Wiedehopf wurde in Deutschland zum Vogel des Jahres 1976 und 2022 gewählt.

## Aussehen
Der etwa drosselgroße, aber bedeutend größer wirkende Vogel (durchschnittlich 28 cm vom Schnabel bis zur Schwanzspitze) ist unverkennbar und auch in Mitteleuropa allgemein bekannt, obgleich ihn hier wohl nur sehr wenige Menschen in freier Natur beobachten können. Charakteristisch sind die kontrastreich schwarz-weiß gebänderten Flügel mit deutlichen gelben Einschlüssen, der lange, gebogene Schnabel (4 bis 5 cm) und die aufrichtbare Federhaube (5 bis 6 cm), deren Enden in einem weiß-schwarzen Abschluss auslaufen. Der Schwanz ist schwarz mit einer breiten weißen Binde etwa im letzten Schwanzdrittel und einer weißen Zeichnung auf der Schwanzwurzel. Der übrige Körper ist beige-orange-bräunlich. Ebenfalls typisch für den Wiedehopf ist sein wellenförmiger, schmetterlingsartig gaukelnder Flug, bei dem die breiten, tief gefingerten Flügel nach jedem Schlag fast angelegt werden. Auf mehrere lange, durchgezogene Flügelschläge erfolgen einige kurze, flatternde, sodass der Flug instabil und ungleichmäßig erscheint. Die Geschlechter sind einander sehr ähnlich; die Weibchen sind etwas kleiner und eine Spur matter gefärbt. Während der Nahrungssuche und in Erregungssituationen ist das ständige Kopfnicken sehr auffallend.

## Stimme
Auch der von Singwarten vorgetragene Gesang des Männchens ist unverkennbar. Er besteht aus meistens drei (zwei bis fünf) dumpfen, rohrflötenähnlichen Elementen auf ‚u‘ (auch ‚up‘ oder ‚pu‘), die recht weit tragen. Dieser Ruf hat zum wissenschaftlichen Gattungsnamen geführt (Onomatopoesie). Die Intervalle zwischen den Strophen sind nur selten länger als fünf Sekunden. Beide Geschlechter rufen bei Störung rau ‚rääh‘, was stark an den Warnruf des Eichelhähers erinnert. Bei Erregung ist zuweilen Schnabelknappen zu hören.

## Lebensraum
Der Wiedehopf vermag vielfältige Lebensräume zu besiedeln, immer sind es jedoch wärmeexponierte, trockene, nicht zu dicht baumbestandene Gebiete mit nur kurzer oder überhaupt spärlicher Vegetation. In Mitteleuropa kommt die Art vor allem in extensiv genutzten Obst- und Weinkulturen, in Gegenden mit Weidetierhaltung sowie auf bebuschten Ruderalflächen vor. Auch sehr lichte Wälder, insbesondere Kiefernwälder, sowie ausgedehnte Lichtungsinseln in geschlossenen Baumbeständen dienen gelegentlich als Bruthabitat. Im mediterranen Bereich ist die Art relativ häufig in Olivenkulturen sowie in Korkeichenbeständen anzutreffen; aber auch karge, nur spärlich mit Sträuchern und Büschen bestandene Stein- und Geröllfluren sowie weitgehend baumlose Steppenlandschaften können dem Wiedehopf geeignete Lebensräume bieten. Geschlossene Waldgebiete, Regenwaldgebiete sowie Wüsten werden im gesamten Verbreitungsgebiet der Art nicht beziehungsweise nur in ihren äußersten Randbereichen besiedelt.
Im Allgemeinen ist der Wiedehopf eher ein Bewohner tieferer Lagen, doch gibt es, zum Beispiel aus dem Altai-Gebirge, Brutnachweise der Nominatform aus Höhen über 3000 Metern; auch in Mitteleuropa brütet der Wiedehopf zumindest auch in der montanen Stufe, der höchstgelegene Brutnachweis in Österreich lag in einer Höhe von 1260 Metern.

## Verbreitung und Systematik

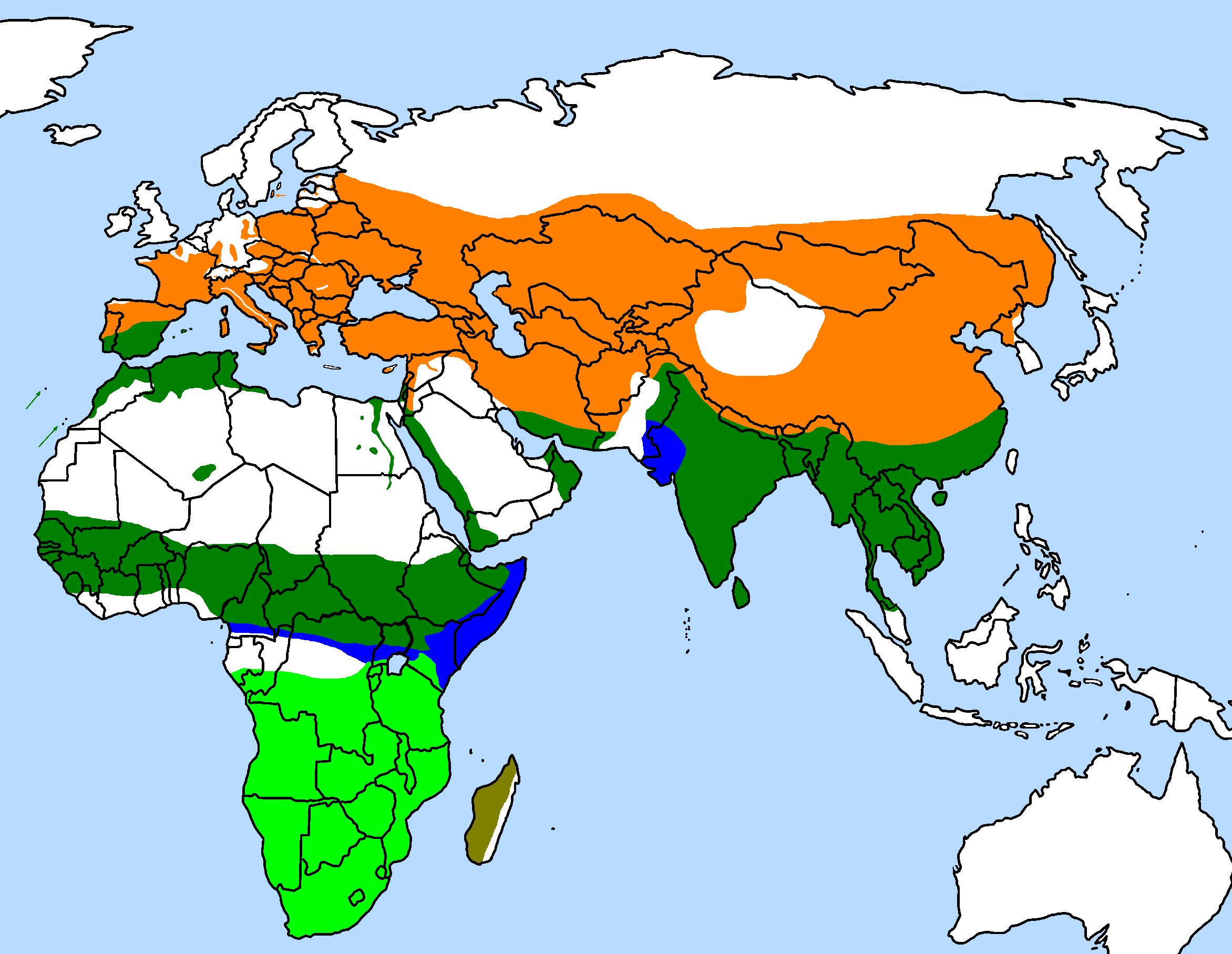
Upupa africana Jahresvögel
Upupa epops Brutgebiet
Upupa epops Jahresvögel
Upupa epops Überwinterungsgebiete (Überschneidet sich mit dem Nordende des Verbreitungsgebietes von U. africana)
Madagaskar-Wiedehopf (Upupa marginata) Jahresvögel

- Die Brutgebiete der Nominatform (U. e. epops) erstrecken sich von den Kanarischen Inseln und Madeira ostwärts über das gesamte Europa mit Ausnahme der Britischen Inseln, der Niederlande und Skandinaviens bis östlich des Ob und südöstlich über den gesamten Nahen Osten, den Iran, Afghanistan und Pakistan bis nach Nordwestindien. Im Süden besiedelt diese Unterart weite Teile des Maghrebs sowie einige Oasen in der zentralen Sahara.

An dieses große Verbreitungsgebiet schließen sich im zentralen eurasischen Bereich das von
U. e. saturata, in den südöstlichen Bereichen die von U. e. longirostris und U. e. ceylonesis, sowie in Ostlibyen und Ägypten das von U. e. major an.
- U. e. saturata: Das Verbreitungsgebiet dieser insgesamt etwas dunkleren und an der Oberseite leicht grau gefärbten Unterart beginnt im Westen etwa im mittleren Abschnitt des Ob und reicht, nördlich vom Südrand der Taiga begrenzt, in einem breiten Gürtel bis zum Pazifik. Auf Sachalin, den Japanischen Inseln sowie dem größten Teil Koreas brütet diese Unterart nicht.
- U. e. longirostris: Diese lebhaft rötlichbraun gefärbte Unterart kommt in weiten Teilen des südöstlichen Asiens, südostwärts bis nach Sumatra vor.
- Zentralindien, südwärts bis Sri Lanka ist das Verbreitungsgebiet der Unterart U. e. ceylonensis. Auch bei dieser ist die Grundfärbung des Obergefieders ein intensives Rötlichbraun; von U. e. longirostris unterscheidet sie sich nur unwesentlich.
- An die nordafrikanischen Brutgebiete der Nominatform schließen sich nach Osten hin die der großen, fahlgefärbten Unterart U. e. major an. Sie ist von den übrigen Subspezies deutlich durch den insgesamt stärkeren und auch etwas längeren Schnabel zu unterscheiden. Ihre Hauptverbreitungsgebiete liegen im Niltal und reichen südwärts bis in den Nordsudan; auch in einigen Oasen Ostlibyens und Ägyptens ist sie Jahresvogel.

In Afrika kommen weitere vier Arten (Unterarten) der Gattung Upupa vor, die alle bis vor kurzem als Unterarten von Upupa epops galten. Zurzeit ist ihr systematischer Rang als Art oder Unterart sehr umstritten. Allein dem auf Madagaskar vorkommenden Madagaskar-Wiedehopf wird ziemlich einhellig Artstatus zuerkannt.
- U. e. senegalensis oder U. senegalensis ist im Trockengürtel südlich der Sahara von Senegal bis Äthiopien beheimatet. Die Gefiederfärbung dieser Vögel ist insgesamt heller, die Weißanteile an den großen Deckfedern sowie an den Handschwingen sind ausgedehnter als bei U. e. epops.
- Südöstlich davon beginnt das sehr große Verbreitungsgebiet von U. e. africana bzw. Upupa africana, das sich von Äthiopien und Kenia bis zur Kapprovinz erstreckt.
- Am Nordrand des Regenwaldgürtels liegen in einem schmalen Streifen die Brutgebiete von U. e. waibeli. Diese Unterart ist größer und dunkler als die beiden zuvor genannten. Sie besiedelt auch Lichtungen und Rodungsgebiete im geschlossenen Regenwald.
- U. e. marginata kommt nur auf Madagaskar vor. Auch dieser Hopf ist vergleichsweise groß. Die Weißanteile des Gefieders, insbesondere des Schwanzes sind kleiner als bei anderen Unterarten.

## Nahrung und Nahrungserwerb

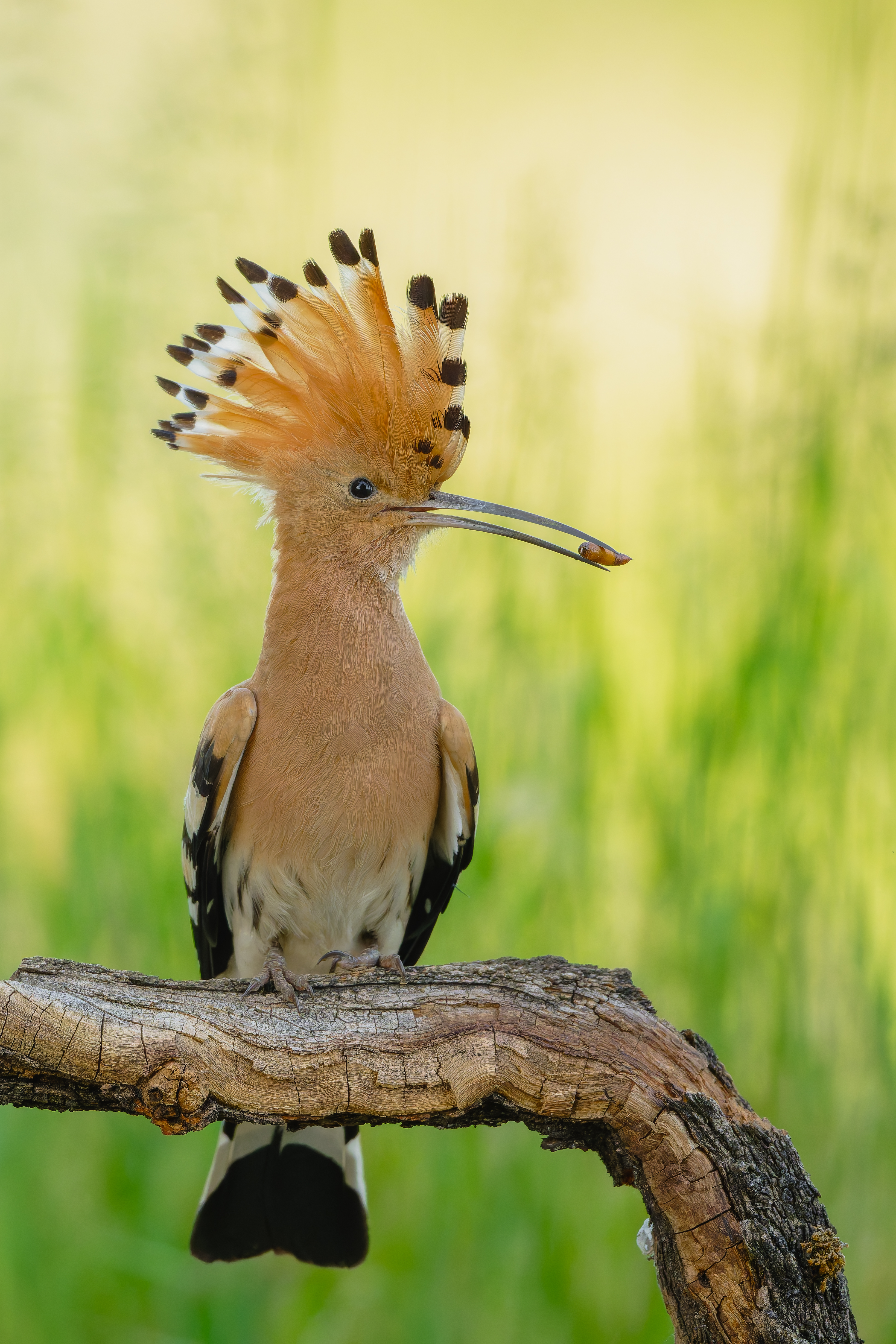
Wiedehopf mit einer Puppe im Schnabel

Der Wiedehopf ernährt sich fast ausschließlich von Insekten. Bevorzugt werden größere Insektenarten, wie Feldgrillen, Maulwurfsgrillen, Engerlinge sowie verschiedene Raupenarten und Käfer. Seltener werden Spinnen, Asseln, Tausendfüßer oder Regenwürmer aufgenommen. Gelegentlich erbeutet er Frösche und kleine Eidechsen. Auch Vogelgelege und Nestlinge gehören zur seltenen Beikost.
Der Wiedehopf erbeutet seine Nahrungstiere am Boden, nur ausnahmsweise fängt er langsam fliegende Insekten auch im Fluge. Die Beutetiere werden meistens visuell, oft aber auch taktil sowie wahrscheinlich auch akustisch geortet. Auf der Oberfläche laufende Beutetiere werden verfolgt, im Boden verborgene durch Stochern ertastet. Dabei werden die Stocherlöcher (insbesondere beim Fang von Maulwurfsgrillen) oft dadurch erweitert, dass der Wiedehopf mit in den Boden gestecktem Schnabel mehrmals im Kreis herumläuft. Oft werden die Beine sowie harte Chitinteile der Beutetiere vor dem Verzehr entfernt. Größere Insekten schlägt er häufig gegen einen Stein oder bearbeitet sie am Boden; zum Verschlucken wirft er sie oft etwas in die Luft.

## Brutbiologie

### Balz und Paarbildung

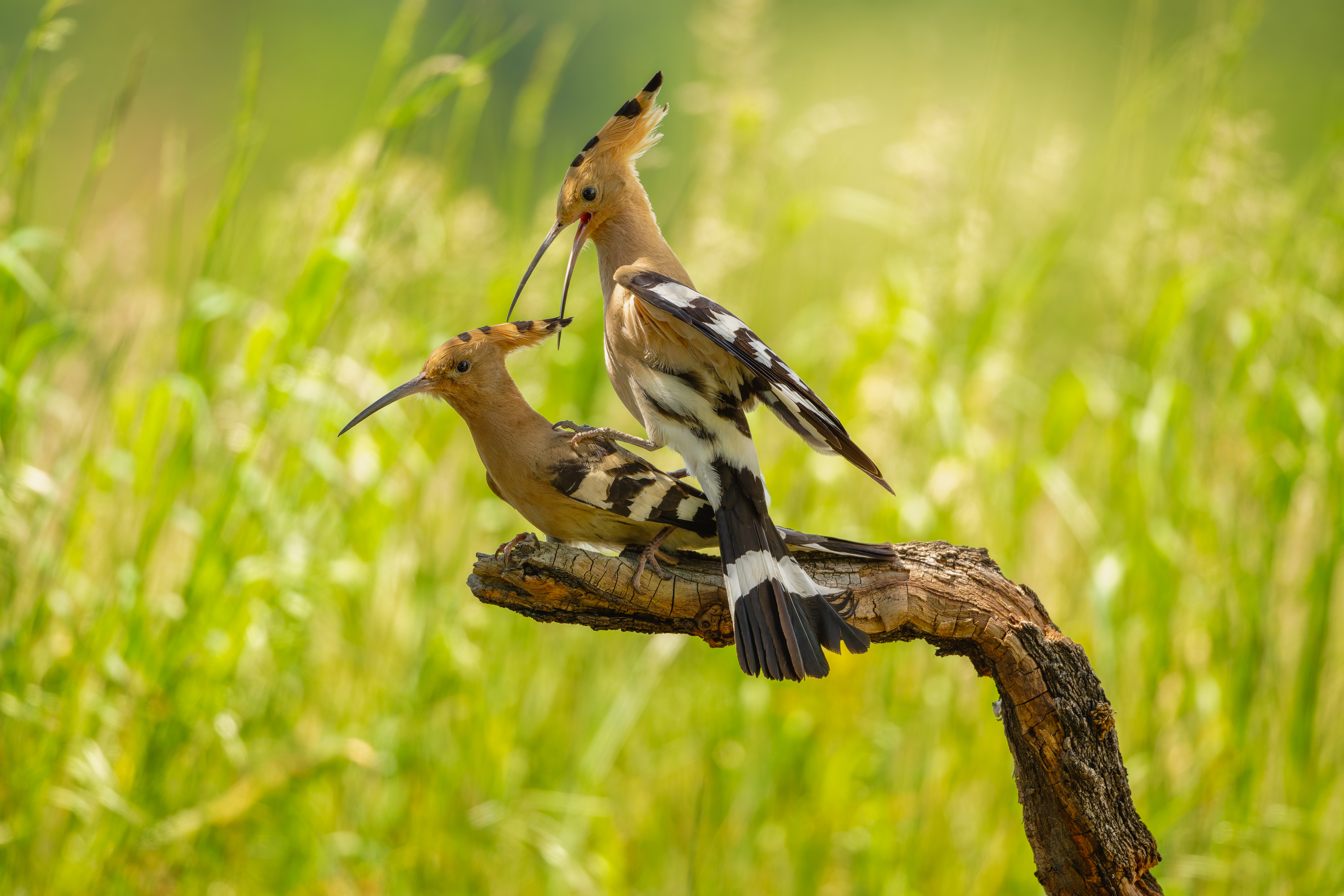
Wiedehopfe bei der Paarung

Der Wiedehopf führt eine monogame Brutsaisonehe. Seine Balz ist durch laute Rufreihen (auch Wülen oder Ülen genannt), die mit aufgestellter Federhaube und gesträubtem Kehlgefieder meistens in guter Deckung vorgetragen werden, gekennzeichnet. Reagiert ein Weibchen, versucht er es mit Futterübergaben zu beeindrucken, auf die oft lange Verfolgungsflüge folgen. Häufig bietet er mit lautem Krächzen Bruthöhlen an. Schlüpft das Weibchen in eine solche Höhle, ist die Paarbildung abgeschlossen. Die Kopulationen finden meistens auf dem Boden statt. Der Wiedehopf nistet in Baum- oder Mauerlöchern. Meistens gelingt dem Wiedehopf nur eine Brut pro Jahr. Das Weibchen legt dabei zwischen 5 und 7 Eier, die dann 16 bis 19 Tage bebrütet werden. Die Jungen benötigen nach dem Schlüpfen noch zwischen 20 und 28 Tage, bis sie das Nest verlassen.

### Neststandort, Gelege und Brut

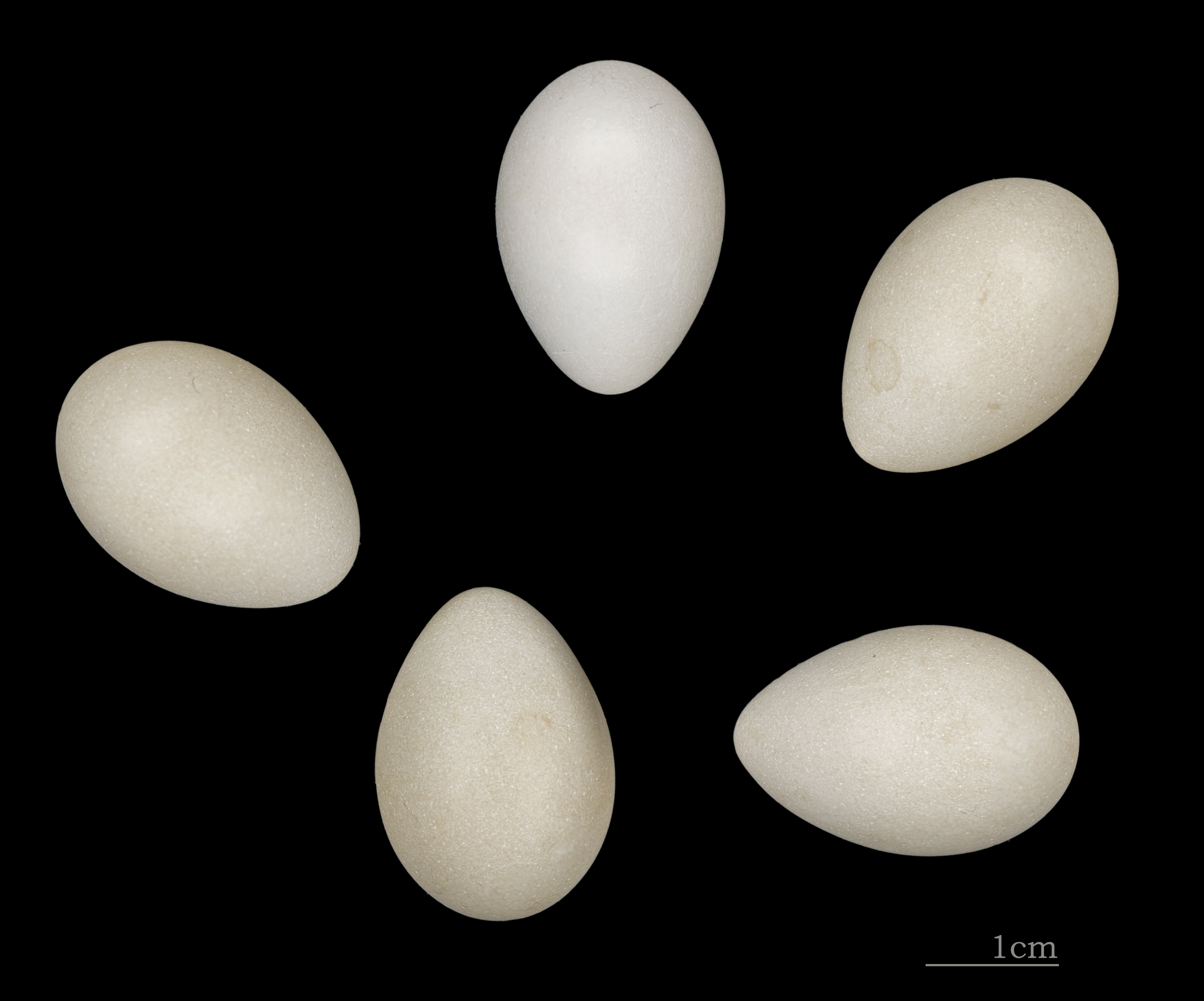
Eier des Wiedehopfs

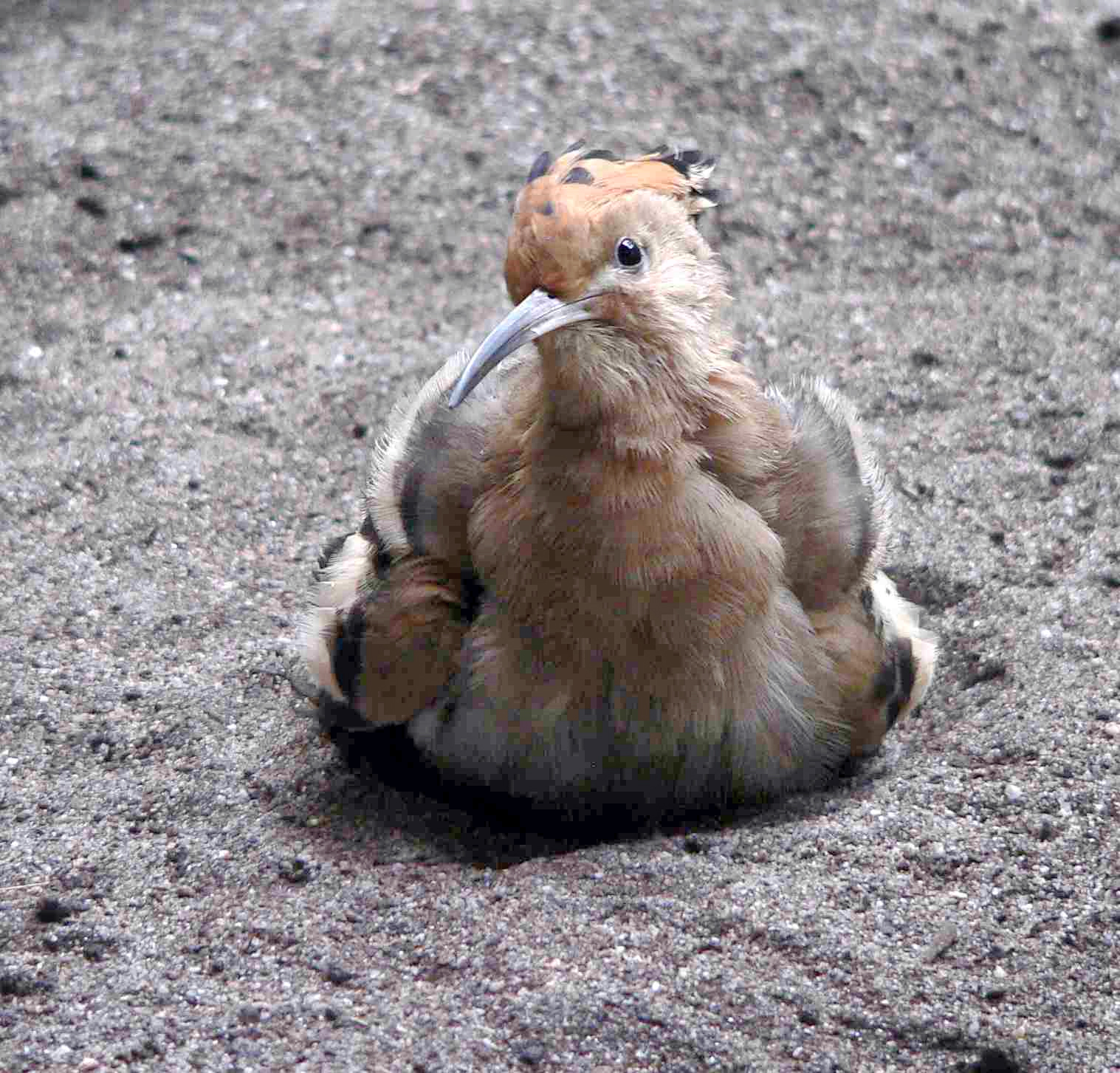
Sandbadender Wiedehopf

Die Neststandorte sind äußerst unterschiedlich und umfassen Ganz- oder Halbhöhlen jeglicher Art. Natürliche Baumhöhlen werden ebenso genutzt wie Spechthöhlen, Halbhöhlen in Bruchsteinmauern oder Holzstößen, Höhlungen unter Wurzeln oder andere Erdhöhlen. Bei Brutbäumen zeigt die Art eine Bevorzugung von hochstämmigen alten Obstbäumen, insbesondere von Apfelbäumen. Auch Nistkästen werden angenommen, wenn sie eine genügend große Einschlupföffnung und ein ausreichendes Raumvolumen aufweisen. Die Neststandshöhe liegt meistens in einem Bereich bis zu fünf Metern.
Meistens kommt es nur zu einer Jahresbrut, südlichere Populationen scheinen öfter (vielleicht sogar regelmäßig) zu einer Zweitbrut zu schreiten. Das Gelege besteht aus sechs bis zehn, auffallend längselliptischen, auf bläulichem oder grünlichem Grund verschiedenfarbig gepunkteten Eiern in der Durchschnittsgröße von etwa 26 × 18 Millimetern; es wird ausschließlich vom Weibchen bebrütet, das meistens schon nach Ablage des ersten Eis zu brüten beginnt. Die Eier werden in den frühen Morgenstunden im Tagesabstand gelegt, sodass sich bei einer reinen Brutdauer von 16 Tagen die Brutperiode auf 25 Tage und mehr ausdehnen kann und Junge in sehr unterschiedlichen Entwicklungsstadien in einer Brut vereint sind. Die Nestlingszeit kann bis zu 30 Tage währen. Während der gesamten Brutzeit sowie mindestens der ersten zehn Tage der Nestlingszeit werden das Weibchen und später auch die Jungen ausschließlich vom Männchen mit Nahrung versorgt. Erst wenn die Jungen nicht mehr gehudert werden müssen, beteiligt sich auch das Weibchen an der Futtersuche. Nach dem Verlassen der Bruthöhle werden die flüggen Jungvögel noch etwa fünf Tage von den Eltern gefüttert, ehe sie das Elternrevier verlassen und oft über weite Strecken dismigrieren.

## Feindverhalten
Im Feindverhalten haben die Wiedehopfe und deren Junge einige besondere Verhaltensweisen entwickelt. Beim plötzlichen Auftauchen eines Greifvogels, wenn eine gefahrlose Flucht in ein Versteck nicht mehr möglich ist, nehmen Wiedehopfe eine Tarnstellung ein, die untermauert, wie körperkonturauflösend das so kontrastreich gefärbte Gefieder sein kann. Dabei legt sich der Vogel mit breit gespreizten Flügeln und Schwanz flach auf den Boden; Hals, Kopf und Schnabel sind steil nach oben gerichtet. Meistens wird er in dieser regungslosen Schutzhaltung übersehen. Völlig abweichend von der Interpretation als Tarnstellung sehen neuerdings einige Forscher in dieser Körperposition einen Ausdruck des Komfortverhaltens beim Sonnenbaden; auch beim Einemsen wurden Wiedehopfe in dieser Körperhaltung beobachtet.
Sich bedroht fühlende Nestlinge zischen schlangenähnlich, etwas ältere Nestlinge spritzen als Abwehrreaktion ihren Kot aus der Höhle. Auch wenn sie gegriffen werden, koten sie intensiv. Besonders wirkungsvoll scheint jedoch das Absondern eines sehr übel riechenden Sekretes aus der Bürzeldrüse zu sein. Während der Brutzeit ist die Bürzeldrüse beim Weibchen besonders entwickelt, ebenso bei den Nestlingen. Beide geben offenbar in regelmäßigen Abständen das Bürzeldrüsensekret ab, in Erregungssituationen möglicherweise verstärkt. Von diesem Bürzeldrüsensekret rührt der strenge Geruch her, der üblicherweise von Wiedehopfbrutstätten ausgeht. Die Behauptung, dass Wiedehopfe grundsätzlich den Kot der Jungen nicht aus dem Nest befördern, ist nicht richtig. Zwar wurden Nestlinge gefunden, die auf einer bereits hohen Kotschicht saßen, doch handelte es sich in solchen Fällen meist um Bruthöhlen, die auf Grund ihrer Enge eine systematische Säuberung nicht zuließen. Häufig stammen die festgestellten Kotschichten auch von einem Vorbesitzer der Höhle, zum Beispiel der Hohltaube, die tatsächlich den Kot der Jungen nicht aus dem Nest befördert.

## Wanderungen
Die Nominatform ist fast in ihrem gesamten Verbreitungsgebiet Zugvogel, ihre Hauptüberwinterungsgebiete liegen im Savannengürtel südlich der Sahara. In Ostafrika überwintert die Art in Höhenstufen bis zu 3500 Metern. Kleine, vor allem südwesteuropäische Populationen (Südspanien, Balearen sowie Sizilien) überwintern im Brutgebiet. Zum Teil erfolgreiche Überwinterungen werden in Südengland regelmäßig, in Südschweden sowie in Mitteleuropa gelegentlich festgestellt. In Mitteleuropa beginnt der Abzug bereits Ende Juli mit einem Wegzugsgipfel Mitte August. Wiedehopfe ziehen meistens einzeln und während der Nachtstunden. Offenbar werden die Alpen, das Mittelmeer und zumindest gelegentlich auch die Sahara in ihrer gesamten Breite ohne Umgehungsstrategien überflogen. Im Himalayagebiet wurden ziehende Wiedehopfe in Höhen von annähernd 7000 Metern beobachtet. Die ersten Heimzieher erreichen ihre europäischen Brutplätze Mitte März, im letzten Aprildrittel sind die europäischen Brutplätze in der Regel besetzt. Relativ häufig wurde bei Heimziehern Zugprolongation festgestellt, sodass auch im Frühjahr ähnlich der nachbrutlichen Dismigration der Jungvögel einzelne Individuen in hochnordischen Gebieten erscheinen. Die Weibchen weisen eine bedeutend ausgeprägtere Brutplatztreue als die Männchen auf.
 Über die Zuggewohnheiten der außereuropäischen, insbesondere der asiatischen Populationen sind keine genauen Daten bekannt. (2007/08 überwinterte ein Irrgast nahe Lachendorf in der Lüneburger Heide.) Die nördlicheren Populationen der Unterart U. e. longirostris überwintern in Südindien und in Sri Lanka. Die afrikanischen Unterarten sind Standvögel, streichen jedoch außerhalb der Brutzeit weiträumig umher.
 Die Dismigrationsflüge junger Wiedehopfe können über weite Distanzen erfolgen. So gelangen junge Wiedehopfe regelmäßig nach Finnland, Schottland und auf die Orkneys. Auch von Island gibt es eine Reihe von Nachweisen.

## Bestand und Bestandsentwicklung
In Europa war der Wiedehopf bis in die 1950er Jahre ein in manchen Gebieten häufiger Brutvogel. Verschiedene Faktoren (stärker atlantisch beeinflusstes Klima, Biotopzerstörung und zunehmender Pestizideintrag) lösten einen starken Areal- und Bestandsrückgang aus. Viele früher regelmäßig besetzte Brutgebiete in Großbritannien, Südskandinavien, Belgien und den Niederlanden sowie im gesamten Mitteleuropa wurden aufgegeben. In den letzten Jahren ist ein besonders deutlicher Bestandsrückgang in Ostgriechenland und in der Türkei feststellbar.
Zurzeit scheinen sich einige Kleinpopulationen in Südengland und Südschweden wieder etwas zu erholen. In manchen Gebieten Mitteleuropas dürfte die Art von der intensivierten Pferdehaltung profitieren.
In Gesamteuropa wird der Bestand, der insgesamt als gesichert gilt, auf fast eine Million Brutpaare geschätzt. In den Niederlanden, Belgien und Luxemburg gilt der Wiedehopf als ausgestorben, in der Schweiz, in Tschechien sowie in Österreich erscheint er auf den Roten Listen, meistens in den höchsten Gefährdungsstufen.
In der Roten Liste der Brutvögel Deutschlands von 2015 wird die Art in der Kategorie 3 als gefährdet geführt. Für die Jahre 2011–2016 wird ihr Bestand auf 800–950 Reviere geschätzt. In der Schweiz wurden 2007 nur noch 185 Paare nachgewiesen.
Die dichtesten Bestände dieser Art in Mitteleuropa werden heute in sogenannten Sekundärlebensräumen, insbesondere auf Truppenübungsplätzen beziehungsweise ehemals militärisch genutztem Gelände verzeichnet. In Deutschland laufen intensive Schutzmaßnahmen zum Beispiel auf den ehemaligen Truppenübungsplätzen Jüterbog, Lieberose und Donauwörth.

## Namensherleitung
Der deutsche Name hat weder mit Wiede noch mit hüpfen oder, wie trivialetymologisch ebenfalls oft vermutet wird, mit Schopf etwas zu tun. Am wahrscheinlichsten ist ein althochdeutsches, lautmalerisches wūthūp als Ursprung anzunehmen. Die ahd. Bezeichnung ist jedoch bereits wituhopfa (mhd. wit(e)hopfe, widhopfe, as. widohoppa), in dem ein altes Wort für „Holz, Baum“ (vgl. ae. widu, wudu, anord. viðr, air. fid) enthalten ist; die Bezeichnung ist möglicherweise schon in dieser Zeit volksetymologisch. Der wissenschaftliche Gattungsname ist ebenfalls onomatopoetischer Natur; epops ist der altgriechische Name des Vogels, upupa der lateinische. Weitere etymologisch anschließbare deutsche Namen sind Hoppevogel, Puvogel sowie das schlesisch/ostpreußische Huppup (vgl.a. ndl. hop, afr. hoephoep, engl. hoopoe und frz. huppe) und das niedersorbische Hubbatz/hupac. Die Herleitung der Schlachtrufe „Hipp hipp“ bzw. „Hup hup“ oder „Hopp hopp“ (im englischen, niederländischen und deutschen Sprachraum) aus dem Ruf des Wiedehopfes ist zwar weit verbreitet, aber möglicherweise ebenso volksetymologisch.

## Rezeption

### Kunst

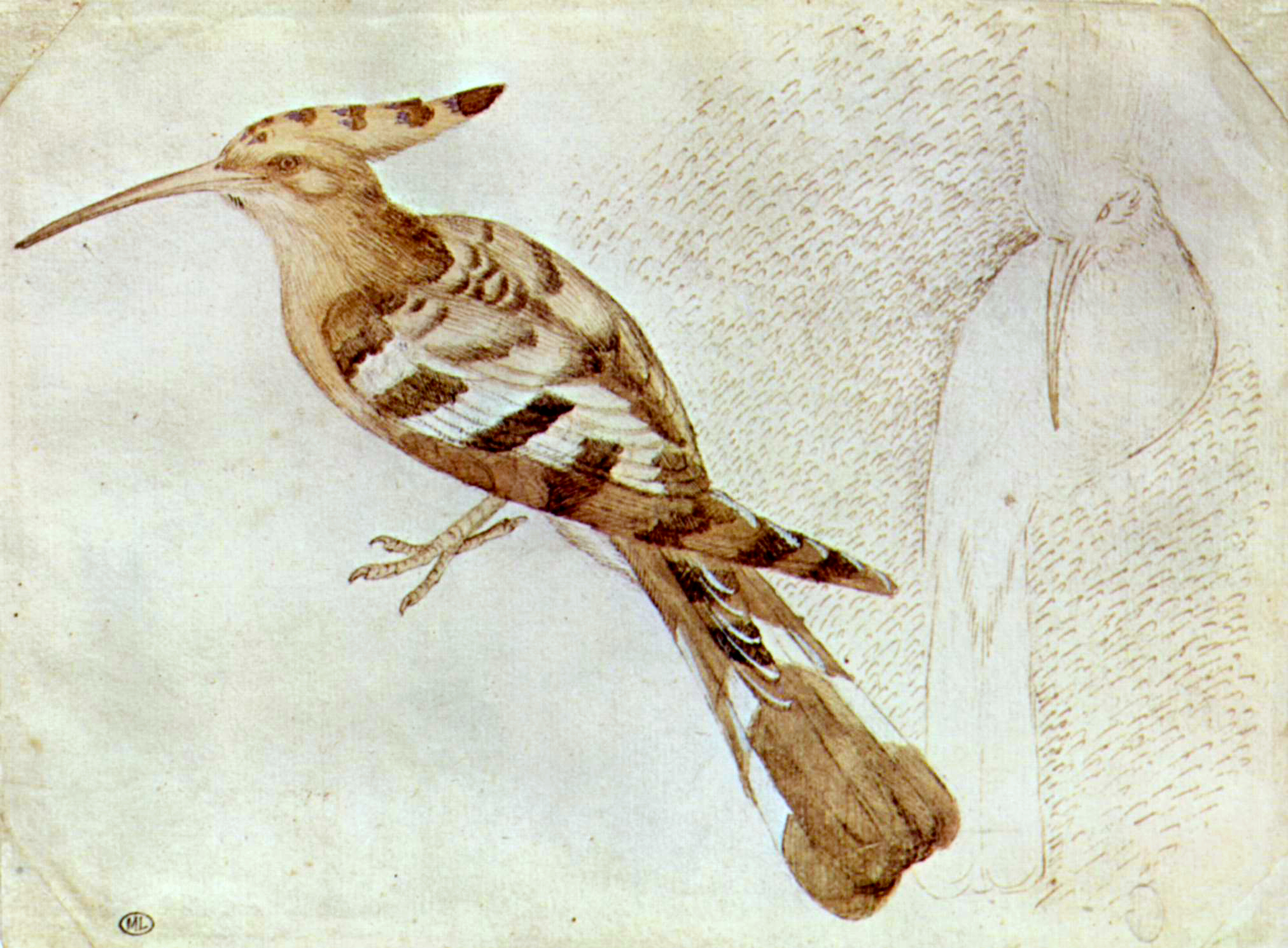
Vogel, Aquarell von Antonio Pisanello (1430–1440)

In den Metamorphosen des Ovid verwandelt sich der Thrakerkönig Tereus in einen Wiedehopf. Diese Erzählung, die sich im 6. Buch der Metamorphosen findet, gilt als eine der grausamsten. Hier wird auch auf die Form des Schnabels hingewiesen, die einem Schwert gleicht: „facies armata videtur“ (6. Buch, Vers 674).
Der Wiedehopf ist König der Vögel in Aristophanes’ Die Vögel und ihr Anführer in Fariduddin Attars Epos Mantiq ut-tair („Die Vogelgespräche“). Letzteres wurde dadurch inspiriert, dass der Koran den Wiedehopf als Bote zwischen Sulaimān (Salomo) und der Königin von Saba erwähnt (Koran 27:20+28). Dies hat ihm in islamischen Ländern Wertschätzung und im Persischen unter anderem den Namen „Salomonvogel“ (persisch morgh-e Soleymān) eingebracht.
Der mittelalterliche Dichter Heinrich von dem Türlin stellt in seinem Roman Diu Crône den Wiedehopf als böse der guten Lerche gegenüber.
Otto von Loeben lässt in seiner Parodie Reise zum Parnaß einen Gegner der Romantik (bei dem es sich wohl um Christian Friedrich Voß handeln soll) in Gestalt eines „Wiedehopf auf stolzen Beinen“ auftreten.
Berühmt ist auch das Gedicht über den Hoppevogel in Joseph von Eichendorffs Aus dem Leben eines Taugenichts:
Wenn der Hoppevogel schreit,
Ist der Tag nicht mehr weit.
Wenn die Sonne sich aufthut,
Schmeckt der Schlaf noch so gut! –
Er versinnbildlicht hier die von Eichendorff mehrfach kritisierte gottferne Dichtung. Der Wiedehopf galt ja gleich in zweierlei Hinsicht als sündhaft: wegen seines unsauberen Nestes und des unangenehmen Geruchs versinnbildlicht er falschen Glauben und Unzucht, wegen seines prächtigen Federkleides hingegen besonderen Hochmut. In Eichendorffs Werken finden sich mehrfach Gestalten, die eine schlechte oder falsche Dichtung verkörpern, die den Schlachtruf „Hup Hup“ ausstoßen.
In Mahmoud Darwishs „Wir reisen wie alle Menschen“ steht ein Wiedehopf für Äußeres wie Verhalten des Menschen im unfreiwilligen Exil.
In Achim von Arnims „Die Kronenwächter“ beschimpft Anton die religiösen Schwärmer, die die alte Stadtkirche verwüsten wollen, mit den Worten: „Ihr Wiedehopfe, die ihr euer eignes Nest besudelt“.
Der Wiedehopf ist zudem Titelheld einer Oper von Hans Werner Henze, L’Upupa und der Triumph der Sohnesliebe (2000–2003, UA 2003).
Wiedehopf im Mai (1967) war die deutsche Version des Liedes Puppet on a string von Sandie Shaw. Darin heißt es: Wenn du wieder kommst, dann sing’ ich, dann spring’ ich zur Tür wie ein Wiedehopf im Mai.
Siehe auch das alte Volkslied Die Vogelhochzeit: „Der Wiedehopf, der Wiedehopf, der bringt der Braut nen Blumentopf“.
Robert Gernhardts Gedicht Was wäre wenn (2002) reflektiert das mögliche Aussterben des Wiedehopfs: Fehlte der Wiedehopf,/ fehlte noch mehr: / fehlte ein steter Ruf,/ fehlte ein rascher Flug, / fehlte ein lichtes Braun, / fehlte schwarz-weißes Flirr'n, / fehlte dieses / ganz einzigartig / mitreißend Fremde, / fehlte dies Anderssein, …

### Heraldik

Der Wiedehopf im Wappen von Armstedt

Der Wiedehopf ist als gemeine Figur ein Wappentier in der Heraldik. Er wird in der Seitenansicht gezeigt und die Hauptblickrichtung ist nach heraldisch rechts. Oft erfolgt die Darstellung leicht stilisiert in den natürlichen Farben, aber auch gelb oder Gold ist möglich. Wichtig ist die Hervorhebung der Flügel und des Federkammes, um ihn eindeutig zu erkennen. Der Vogel wird auf einer Sitzgelegenheit (Zweig, Ast) abgebildet.
In Dortmund-Brechten ist der Wiedehopf abgebildet. Über dem nur unten blau-rot gespaltenen Wappenschild sind im oberen goldenen Teil zwei Tiere in naturnaher Farbe erkennbar. Sie werden als Sinnbild der beiden Ortsteile Unter- und Oberdorf angesehen. Unten sind zwei goldene Strohgarben. Auch das Wappen der Gemeinde Armstedt führt in Rot einen auf einem goldenen Ast sitzenden goldenen Wiedehopf. Auf goldenem Grund einen stehenden schwarz-roten Wiedehopf mit leicht geöffnetem silbernem Schnabel, silbernen Füßen, gesträubter Haube und erhobenen Flügeln zeigt das Ortswappen von Kuktiškės (Litauen).

### Wasserzeichen
Der Wiedehopf mit seiner charakteristischen Federhaube findet sich 1358 als Wasserzeichen in einem von Kaiser Karl IV. in Sulzbach ausgestellten Mandat.

### Briefmarken

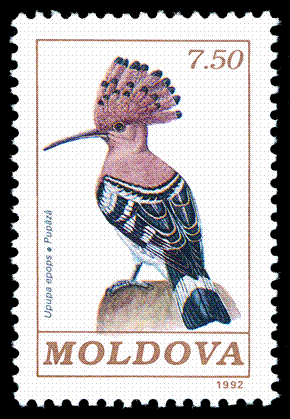
Moldawische Briefmarke (1992)

### Sonstiges
- Wiedehopfe gelten in einigen Kulturkreisen als eine unreine, stinkende Vogelart (siehe oben: Feindverhalten). Die im Deutschen gebräuchlichen Redewendungen „stinken wie ein Wiedehopf“ bzw. „Das riecht wie Hubbatz!“ weisen darauf hin. Die Redewendung „Du stinkst wie ein Wiedehopf“ war früher in der Schweiz geläufig. Diese Aussage kommt daher, da junge Vögel mit einem stark riechenden Sekret ihre Feinde vertreiben. Dieser Geruch ist für menschliche wie auch tierische Nasen sehr unangenehm.
- Der Wiedehopf wurde in Deutschland Vogel des Jahres 1976 und 2022, sowie 2014 in Armenien, 2015 in Ungarn und 2016 in Russland.
- Am 29. Mai 2008 wurde der Wiedehopf (hebräisch Duchifat) in Israel zum Nationalvogel gewählt.[15]
- Der Name des Zyklon Hudhud, der im Oktober 2014 auf Indien traf, leitet sich von dem Vogel ab
- Die Vogelart ist Namensgeber für das gleichnamige Werkzeug.
- Der Asteroid des mittleren Hauptgürtels (2868) Upupa wurde am 10. November 1992 nach dem Wiedehopf (lateinischer Gattungsname Upupa) benannt.[16] Am 2. Februar 1999 wurde der Asteroid des äußeren Hauptgürtels (8586) Epops ebenfalls nach dem Wiedehopf benannt.[17]